# ان‌جی‌سی ۳۲۹
ان‌جی‌سی ۳۲۹ (انگلیسی: NGC 329) نام یک کهکشان مارپیچی در صورت فلکی نهنگ است.